# بريسيلا أوين
بريسيلا أوين (بالإنجليزية: Priscilla Owen)‏ (و. 1954 – م)هي محامية، وقاضية من الولايات المتحدة الأمريكية .
وهي عضوة في الحزب الجمهوري .

## التعليم
تعلمت في جامعة تكساس، أوستن.